# SELinux

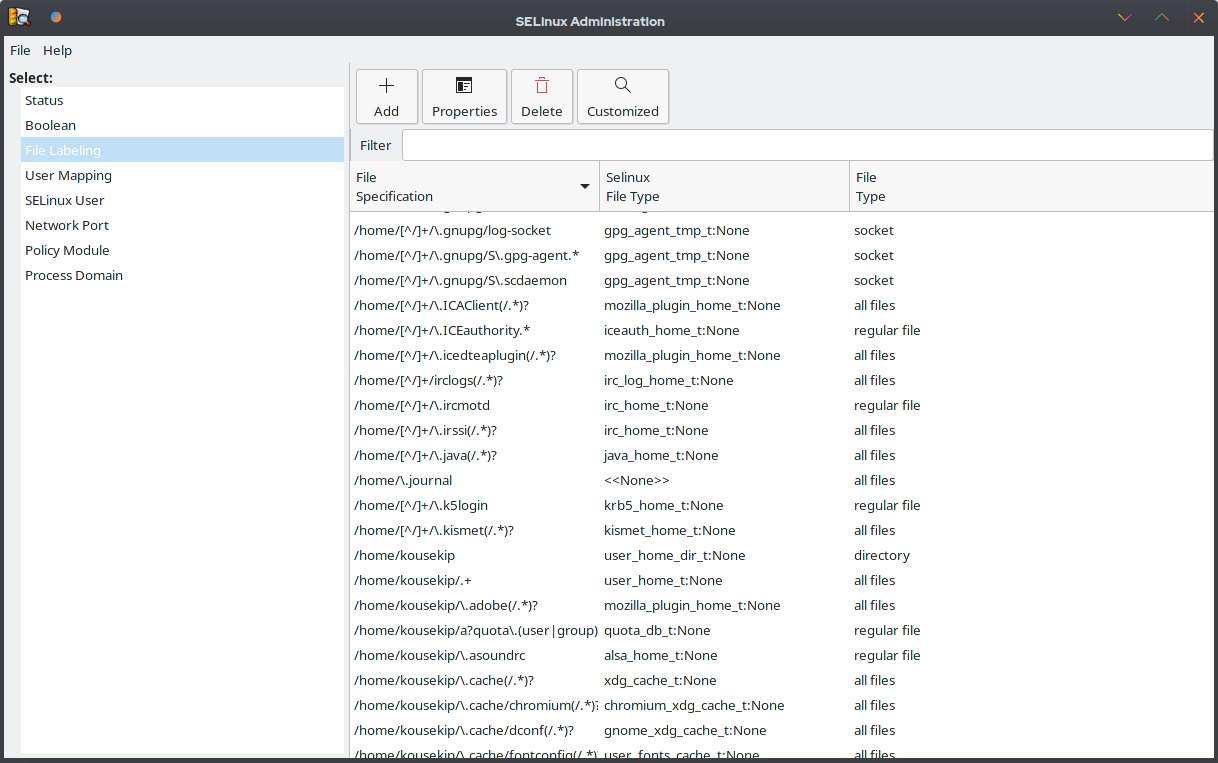
Visão de um quadro administrativo do SELinux

SELinux (Security-Enhanced Linux) é uma implementação da arquitetura MAC para o sistema operacional Linux, desenvolvido originalmente pela NSA. Ele foi integrado no Linux usando o framework LSM (Linux Security Modules).
SELinux provê uma política de segurança sobre todos os processos e objetos do sistema baseando suas decisões em etiquetas contendo uma variedade de informações relevantes à segurança. A lógica da política de tomada de decisões é encapsulada dentro de um simples componente conhecido como servidor de segurança com uma interface geral de segurança.

## Breve histórico
Inicialmente a implementação do SELinux utilizava os identificadores (IDs ou PSIDs) armazenado nos inodes livres do sistema de arquivos ext2. Essa representação numérica era mapeada pelo SELinux como uma etiqueta do contexto de segurança. Infelizmente isso necessitaria de uma modificação em cada sistema de arquivos para suportar os PSIDs, o que não é uma solução escalável.
Então o próximo passo da evolução foi um módulo carregável no núcleo 2.4 que armazenava os PSIDs em um arquivo normal fazendo com que o SELinux suportasse mais sistemas de arquivos.
No entanto, esta solução ainda não era ótima para a performance do sistema. Finalmente o código do SELinux foi integrado ao linux 2.6.x com total suporte por LSM e contendo atributos (xattrs) no sistema de arquivos ext3. SELinux foi alterado para usar xattrs como forma de armazenamento da informação do contexto de segurança.
Muito do trabalho para deixar o linux pronto para o SELinux bem como seu subsequente desenvolvimento vêm sendo realizado em esforços conjuntos da NSA, Red Hat, IBM e a comunidade de desenvolvedores do SELinux.

## Uso
O MAC possui vantagens de segurança em relação às suas alternativas, como o DAC. Utilizando unicamente DAC, o dono de um arquivo/objeto provê um potencial risco de corrompê-lo. Um usuário pode expor arquivos ou diretórios às brechas de segurança utilizando incorretamente o comando chmod e uma não esperada propagação dos direitos de acesso. Um processo inicializado pelo usuário como um script CGI pode fazer tudo que quiser com quaisquer arquivos possuídos por este usuário. Por exemplo um servidor HTTP pode realizar qualquer operação sobre arquivos que estão no grupo web ou softwares maliciosos podem conquistar nível root de acesso rodando como processo de root ou utilizando setuid ou setgid.
Com DAC existem apenas duas grandes categorias de usuários: Administradores e Não-administradores. Para alguns serviços e programas rodarem com nível elevado de privilégio as escolhas são poucas e tipicamente resolvida dando completo acesso de administrador.
O MAC permite que sejam definidas permissões de como os processos irão interagir com outras partes do sistema como arquivos, devices, sockets, portas e outros processos (todos chamados de objetos para o SELinux). Isso é feito através de uma política de segurança definida administrativamente sobre todos os processos e objetos. Estes processos e objetos são controlados pelo linux e a decisão de segurança tomada com todas as informações disponíveis ao invés de utilizar somente a identidade do usuário. Com este modelo os processos podem garantir apenas permissões necessárias pela funcionalidade seguindo um princípio de poucos privilégios.
Sobre MAC, usuários que expõem seus dados utilizando chmod estão protegidos pelo fato de seus dados ter um tipo único associado com seu diretório "home" e outros processos não podem tocar nestes dados sem devida permissão dentro da política.